# Zhang Chongren
Zhang Chongren (Xujiahui, Shanghái, China, 27 de septiembre de 1907-Nogent-sur-Marne, Francia, 8 de octubre de 1998), también conocido como "Chang Chong-jen", fue un artista y escultor chino, más recordado en Europa como "el amigo de Hergé", el caricaturista y creador belga de Las aventuras de Tintín. Los dos se conocieron cuando Zhang era estudiante de arte en Bruselas.

## Primeros años
Zhang nació hijo de un jardinero en 1907 en Xujiahui ("Ziccawei"), entonces un suburbio de Shanghái, China. El joven Zhang perdió a su madre a edad temprana y creció en el orfanato francés jesuita de "Tou-Se-we" (ahora Tushanwan), donde ingresó a la edad de siete años, y donde aprendió francés. Posteriormente ingresó en la Escuela de Arte del orfanato, donde aprendió a dibujar y se educó sistemáticamente en el arte occidental. Tras terminar la escuela en 1928, Zhang se dedicó al diseño para la industria cinematográfica y colaboró con un periódico local. En 1931, abandonó China para ingresar en la Academia Real de Bellas Artes de Bruselas en Bélgica.

## Influencia en Hergé
Los primeros álbumes de Hergé de "Las aventuras de Tintín" dependían en gran medida de los estereotipos para originar los efectos cómicos. Entre ellos se encontraban los malvados bolcheviques, perezosos y tontos africanos negros, y una América de gánsters, cowboys y indios.
Al final de la tirada periodística de Los cigarros del faraón, Hergé había mencionado que la próxima aventura de Tintín (El loto azul)  llevaría a su protagonista a China. El P. Gosset, capellán de los estudiantes chinos de la Universidad de Lovaina, escribió a Hergé urgiéndole a ser sensible sobre lo que escribiera sobre China. Hergé aceptó, y en la primavera de 1934 Gosset le presentó a Zhang Chongren. Los dos jóvenes artistas se convirtieron rápidamente en amigos cercanos, y Zhang introdujo a Hergé en la historia, la cultura y las técnicas del arte chino. Como resultado de esta experiencia, Hergé se esforzaría, en El Loto Azul y posteriores aventuras de Tintín, por ser meticulosamente preciso en la representación de los lugares visitados por Tintín.
Por ejemplo, mientras que Los cigarros del faraón tiene lugar en una India idealizada de maharajás y funcionarios británicos, El Loto Azul tiene el aspecto y la sensación de China de los años treinta, desgarrada por las fuerzas japonesas ocupantes y la influencia occidental en Shanghái, incluidos empresarios y policías corruptos. En la obra, uno de los principales personajes es un joven llamado Tchang.
Hergé se burla de su propia ingenuidad al final del álbum cuando pide a Tintín que le explique al Tchang ficticio que su visión de los "demonios blancos" se basa en el prejuicio. Lo hace en ambos sentidos, y así Tintín le relata algunos estereotipos occidentales de los chinos. Tchang se ríe abiertamente de ello.de esto como una locura. El personaje de Tchang volvería a aparecer más tarde en Tintin en el Tíbet.
Como resultado de su amistad con Zhang, Hergé tomó cada vez más conciencia de los problemas del colonialismo, en particular de los avances del Imperio del Japón en China y de los corruptos y explotadores en la Concesión Internacional de Shanghái. El Loto Azul lleva un mensaje antiimperialista audaz, contrario a la opinión predominante en Occidente, que simpatizaba con Japón y la empresa colonial.[cita requerida] Como resultado, suscitó duras críticas por parte de varios partidos, incluida una protesta de diplomáticos japoneses ante el Ministerio de Asuntos Exteriores belga.

## Retorno a China

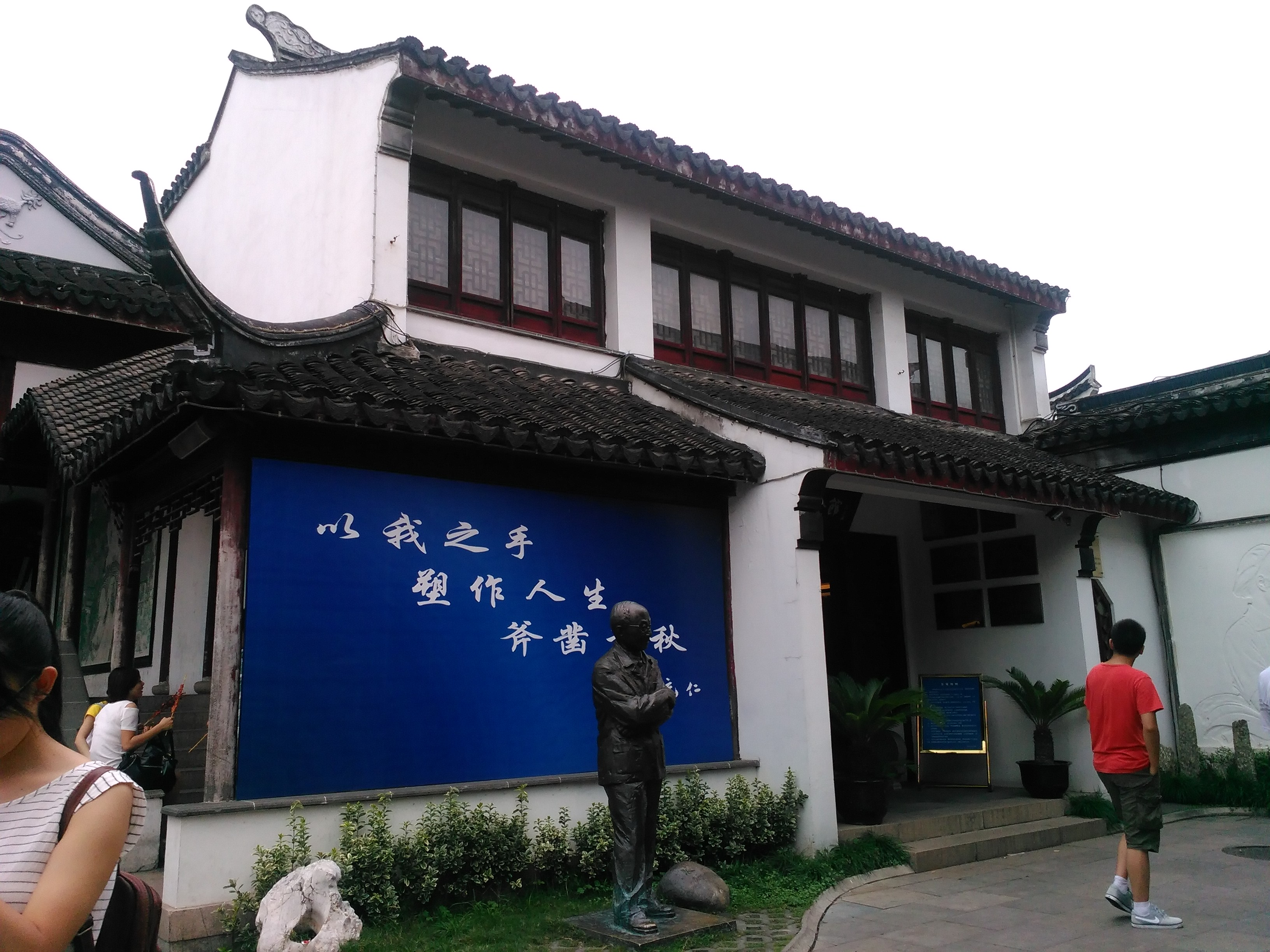
Zhang Chongren edificio conmemorativo, poblado Qībǎo

Al final de sus estudios en Bruselas en 1935, Zhang hizo una gira por Francia, Gran Bretaña, Países Bajos, Alemania, Austria e Italia antes de regresar a China. A su llegada a Shanghái en 1936, Zhang realizó una serie de exposiciones en las que expuso sus dibujos y esculturas. También fundó el Estudio Chongren para promover su arte y enseñar.
Hergé perdió contacto con él durante la invasión de China por Japón (que suele considerarse el comienzo de la segunda guerra sino-japonesa (1937-1945) y la posterior guerra civil china. Pasarían más de cuatro décadas antes de que los dos amigos se volvieran a encontrar. En un ejemplo del arte que refleja la vida, Hergé consiguió retomar el contacto con su viejo amigo Zhang Chongren, años después de que Tintín rescatara al ficticio Chang en las páginas finales de Tintín en el Tibet. Zhang había sido reducido a barrendero durante la Revolución Cultural, antes de convertirse en el director de la Academia de Bellas Artes de Shanghái en los años setenta.
Después de la liberalización económica de China desde 1979, Zhang recibió un amplio reconocimiento en la comunidad artística china. Una colección de sus óleos y esculturas fue publicada y, en sus últimos años, Zhang trabajó como editor y traductor de varios libros sobre arte. Entre los retratos que ha pintado están los del líder supremo chino Deng Xiaoping y el presidente francés François Mitterrand.
Zhang regresó a Europa para reunirse con Hergé en 1981 por invitación del gobierno francés. En 1989 obtuvo la ciudadanía francesa y se estableció para enseñar en el barrio de París de Nogent-sur-Marne, donde murió en 1998. Poco después de su muerte, se estableció en el poblado Qībǎo, Shanghái, un museo conmemorativo dedicado a él. Varias de sus pinturas y esculturas se encuentran en el Museo de Bellas Artes de Pekín y en el Museo de la Guerra Revolucionaria de China.